# Luis Cabrera Herrera
Luis Gerardo Cabrera Herrera (Azogues, 11 de octubre de 1955) es un eclesiástico y filósofo católico ecuatoriano, miembro de la Orden de Frailes Menores. Es el arzobispo de Guayaquil y presidente de la Conferencia Episcopal Ecuatoriana.

## Biografía
Nació el 11 de octubre de 1955, en la parroquia urbana de Bayas, del cantón ecuatoriano de Azogues.
Realizó su formación primaria en su ciudad natal, y la secundaria en el Seminario Menor Franciscano, concluyéndolos en el Colegio Fiscal Juan Bautista Vázquez, de la misma ciudad. 
Realizó sus estudios eclesiásticos en la Pontificia Universidad Católica del Ecuador. Tras realizar estudios en la Pontificia Universidad Antonianum, obtuvo la licenciatura y el doctorado en Filosofía. 

### Vida religiosa
El 1 de octubre de 1975, ingresó en el noviciado de los Orden de Frailes Menores de Quito, vistiendo así el hábito franciscano. Realizó su primera profesión de votos religiosos el 24 de septiembre de 1976, y la profesión solemne el 4 de septiembre de 1982 en Quito. 
Su ordenación sacerdotal fue el 8 de septiembre de 1983, a manos del obispo Serafín Cartagena Ocaña. 
Como sacerdote desempeñó los siguientes ministerios:
- Vicemaestro de los novicios en la Orden Franciscana (1983-1985).
- Miembro del Consejo Provincial de la Orden Franciscana (1985-1988).
- Maestro de los novicios (1985-1990).
- Secretario para los Estudios y la Formación de los frailes franciscanos (1995-2000).
- Encargado de la Pastoral Vocacional de la Provincia Franciscana en el Ecuador.
- Director del Centro de Estudios Franciscanos del Ecuador (1996-2001).
- Director del Instituto filosófico-teológico "Cardenal Bernardino Echeverría", de Quito, y profesor de Teología y Espiritualidad franciscana (1998-2000)
- Secretario ejecutivo de la Comisión de Ecumenismo de la CEE (1996-2003).
- Ministro provincial de los Franciscanos en el Ecuador (2000-2003).
- Consejero general de la Orden de los Frailes Menores en Roma, y responsable de las provincias franciscanas de América Latina y del Caribe (2004-2009).

### Episcopado
Arzobispo de Cuenca

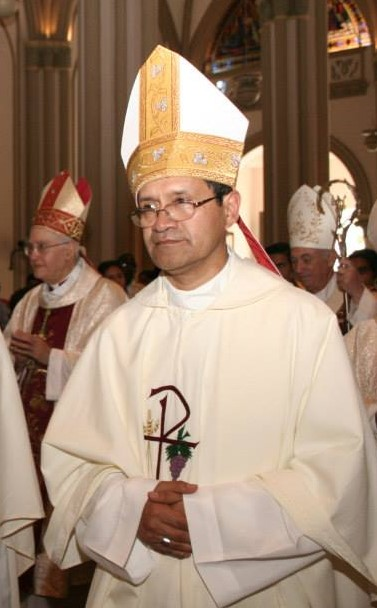
Cabrera durante una Misa en 2009.

El 20 de abril de 2009, el papa Benedicto XVI lo nombró arzobispo de Cuenca. Fue consagrado el 4 de julio del mismo año, a manos del arzobispo Giacomo Guido Ottonello. Tomó posesión canónica el mismo día de su ordenación.
El 29 de junio de 2010, en una ceremonia en la Basílica de San Pedro, recibió la imposición del palio arzobispal de manos del papa Benedicto XVI.
- Vicepresidente de la CEE (2011-2014).
- Presidente de la Conferencia Episcopal de Laicos (2014-2017).

Arzobispo de Guayaquil
El 24 de septiembre de 2015, el papa Francisco lo nombró arzobispo de Guayaquil.  Tomó posesión canónica el 5 de diciembre del mismo año, durante una ceremonia en la catedral de Guayaquil.
El 29 de junio de 2016, en una ceremonia en la Basílica de San Pedro, recibió el palio arzobispal de manos del papa Francisco. El 14 de agosto del mismo año, en una ceremonia en la catedral de Guayaquil, recibió la imposición del palio arzobispal de manos del arzobispo Giacomo Guido Ottonello.
El 28 de mayo de 2019 fue confirmado como miembro de la Congregación para los Institutos de Vida Consagrada y las Sociedades de Vida Apostólica in aliud quinquennium.
El 17 de marzo de 2022, fue nombrado administrador apostólico sede vacante de Daule, cargo que ejerció hasta la posesión del nuevo obispo Krzysztof Kudławiec el 25 de junio siguiente.
Fue vicepresidente de la Conferencia Episcopal Ecuatoriana (2017-2020). Durante su mandato desempeñó un papel crucial en la promoción del diálogo y la paz impulsado por la Iglesia católica, especialmente en las manifestaciones de 2019. El 10 de noviembre de 2020, fue elegido presidente de la institución. El 7 de noviembre del 2023, fue reelecto para un nuevo trienio, cuyo mandato finalizara en noviembre del 2026.
El 7 de julio de 2023, con motivo de la XVI Asamblea General Ordinaria del Sínodo de los obispos, fue nombrado presidente delegado.

### Cardenalato
El 6 de octubre de 2024, durante el Ángelus del papa Francisco, se hizo público que sería creado cardenal. Fue creado cardenal por el papa Francisco durante el consistorio del 7 de diciembre del mismo año, con el titulus de cardenal presbítero de la Sagrada Familia de Nazaret en Centocelle.
Participó en el Cónclave de 2025, como cardenal elector, que dio como resultado la elección de Robert Francis Prevost como León XIV.

## Escudos de armas
|           |
| Arzobispo |

|          |
| Cardenal |